# Jamy Ian Swiss
Jamy Ian Swiss, född 1 januari 1953, är en amerikansk trollkarl och vetenskaplig skeptiker. Han blev intresserad av trolleri vid sju års ålder.

## Trolleri
Swiss specialiserar sig på trolleri med kort och har uppträtt runtom i USA, bland annat för företag som Adobe.

## Vetenskaplig skepticism
I egenskap av vetenskaplig skeptiker har Swiss uppträtt på evenemang anordnade av flera skeptiska organisationer i USA.